# 潘戈德
潘戈德（羅馬化：Pangody）是俄罗斯亚马尔-涅涅茨自治区的市级镇，为该自治区纳德姆区第二大聚居地、最大市级镇。地处亚马尔-涅涅茨自治区中部，位于纳德姆河一支流右赫塔河（Правая Хетта）畔，在区行政中心纳德姆东北、自治区首府萨列哈尔德东偏南方。镇内设有同名铁路车站，位于潘戈德－新乌连戈伊线上。
附近城市除区行政中心外有新乌连戈伊，位于该镇东北约102公里处。
该地2022年人口有11,894人；2010年人口10,805；2002年人口10,868；1989年人口12,635。